# Félicie d'Estienne
Marie Félicité d’Estienne d’Orves ou Félicie d’Estienne, née à Orléans le 4 septembre 1864 et morte à Versailles le 3 mars 1942, est une peintre française.

## Biographie
Sœur de Marc d'Estienne d'Orves et ainsi tante de Honoré d'Estienne d'Orves, membre de la Société nationale des beaux-arts, elle expose au Salon des artistes français de 1929 les toiles Cabinet de travail de l'Empereur au Grand Trianon et Intérieur. 
Elle est inhumée dans le cimetière de Verrières-le-Buisson.